# Палау, Марсело
Марсело Хосе Палау Ладопе (исп. Marcelo José Palau Ladope; род. 1 августа 1985, Монтевидео) — уругвайский футболист, игравший на позиции полузащитника; тренер.

## Биография
Марсело Палау начинал свою карьеру футболиста в уругвайском «Атенасе». В середине 2007 года он был отдан в аренду эквадорскому «Депортиво Кито», а в 2008 году представлял уругвайский клуб «Рампла Хуниорс». В 2009 году Палау был игроком «Монтевидео Уондерерс», а с начала 2010 года выступал за мексиканскую «Пуэблу». 23 января он забил свой первый гол в мексиканской Примере, сравняв счёт в гостевой игре с командой «Эстудиантес Текос». Вторую половину 2010 года Палау отыграл за уругвайский «Насьональ», а первую половину 2011 года — за мексиканский «Крус Асуль». Затем он был футболистом бразильского «Линенсе».
С начала 2012 года уругваец играл за парагвайский «Гуарани», за исключением второй половины 2013 года, когда он находился в аренде у бразильского «Атлетико Паранаэнсе».

## Достижения
- Чемпион Уругвая (1): 2010/11
- Чемпион Парагвая (2): Кл. 2016, Ап. 2020